# Американское колонизационное общество
Американское колонизационное общество (англ. American Colonization Society, полное название The Society for the Colonization of Free People of Color of America) — организация, основанная в 1816 году, была основным средством поддержки возвращения свободных афроамериканцев в Африку. Оно помогло основать колонию в Либерии как место для вольноотпущенников.

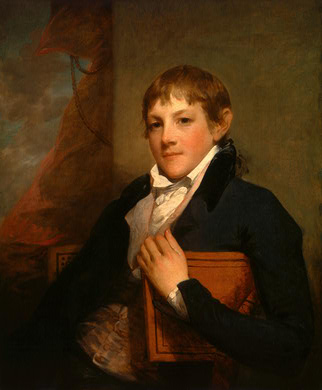
Джон Рэндолф, один из трёх основателей АКО

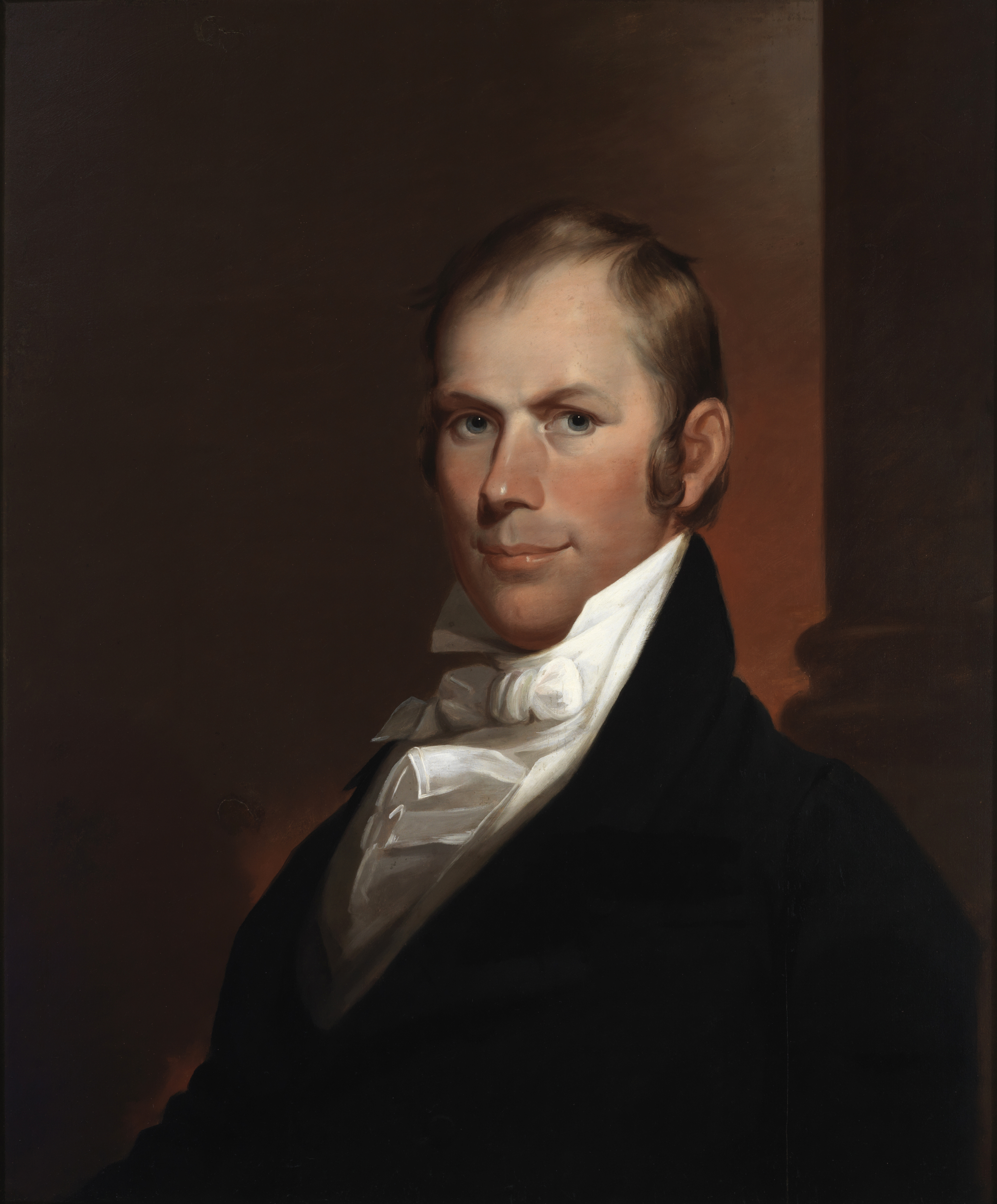
Генри Клей, один из трёх основателей АКО

Основателями общества были Джон Рэндолф, Генри Клей и Ричард Блэнд Ли.
Пол Каффи, богатый самбо, судовладелец и активист из Новой Англии, был одним из первых сторонников переселения освобождённых американских рабов в Африку. Он получил поддержку плана эмиграции от лидеров афроамериканцев и членов Конгресса США. В 1811 и в 1815-16 годах он финансировал и руководил успешными плаваниями в контролируемую Великобританией Сьерра-Леоне, где он помог обустроиться афроамериканским переселенцам. Хотя Каффи умер в 1817 году, его усилия «задали тон» для организации последующих переселений Американским колонизационным обществом.
АКО было объединением, состоящим в основном из квакеров, поддерживающих аболиционизм, и рабовладельцев, которые хотели избавиться от освобождённых негров, так как видели в них потенциальную угрозу основам существующего общества. Они нашли общий язык в вопросе поддержки так называемой «репатриации». Члены общества верили, что чернокожие будут иметь более широкие возможности для полноценной жизни в Африке, чем в США. Рабовладельцы выступали против отмены рабства, но видели в репатриации путь к избавлению от свободных чернокожих и предотвращению восстаний рабов. С 1821 года тысячи свободных чернокожих переселилось из США в Либерию. Более 20 лет колония продолжала расти и улучшать своё экономическое положение. В 1847 году законодательная власть Либерии провозгласила её независимость.
Критики утверждают, что АКО было расистским обществом, в то же время другие указывают на её первоначально доброжелательные цели и дальнейший захват власти людьми, видящими в ней инструмент распространения американского влияния в Африке. Общество полностью контролировало развитие Либерии до провозглашения её независимости. К 1867 году АКО оказала помощь в переселении более 13 000 американцев в Либерию. С 1825 по 1919 год оно выпускало журнал под названием African Repository and Colonial Journal. После этого общество, по существу, прекращает свою деятельность, но официально существует до 1964 года, когда оно передало все свои документы в Библиотеку Конгресса.

## Предпосылки

### Колонизация как решение «проблемы» свободных чернокожих
После войны за независимость институт рабства в США расширялся, и к середине XVIII века количество рабов достигло четырёх миллионов. В то же время из-за освобождения рабов в связи с войной и отмены рабства в северных штатах количество свободных чернокожих существенно выросло. В течение первых двух десятилетий после войны за независимость доля свободных среди чёрного населения, к примеру, штата Виргиния выросла с 1 % до примерно 10 %.
Многие люди решили поддержать эмиграцию после неудачного восстания рабов под предводительством Габриэля Проссера в 1800 году и быстрого роста числа свободных афроамериканцев в Соединённых Штатах, которое у многих вызывало тревогу. C 1790 по 1800 год, хотя соотношение белых к чернокожим не изменилось и составило 8:2, число свободных афроамериканцев выросло с 59 467 (1,5 % всего населения, 5,5 % чёрного населения США) до 108 398 (2 % всего населения), в процентном отношении рост составил 82 %; с 1800 по 1810 год их количество выросло с 108 398 до 186 446 (2,5 % всего населения), то есть на 72 %. Данные изменения были наиболее сильными в нескольких крупных городах, но особенно на севере южных штатов, где большинство рабов были освобождены в течение первых 20 лет после Американской революции.
Этот устойчивый рост не остался незамеченным в белом сообществе, которое было обеспокоено появлением освобождённых негров в их среде. Аргументы против присутствия свободных чернокожих, в особенности в свободных от рабства штатах, могут быть разделены на четыре основные категории. Один из аргументов указывал на моральную распущенность чернокожих. Чернокожие, как утверждалось, были безнравственными существами. Кроме того, были сильны опасения по поводу смешения рас, и они легли в основу большей части протестов, направленных на удаление негров.
В том же духе чернокожих обвиняли в склонности к преступлениям. Третьи утверждали, что умственная неполноценность афроамериканцев делала их непригодными для выполнения обязанностей граждан. Четвёртым типом аргументов были экономические. Утверждалось, что свободные негры могли поставить под угрозу рабочие места белых в северных штатах.
Южане, кроме того, отмечали, что вольноотпущенники, живущие в рабовладельческих регионах, вызывали беспорядки среди рабов, призывали их к побегам и бунтам. Они имели расистское мнение по поводу возможности свободных негров самостоятельно жить и работать в обществе. Предлагаемым решением данной проблемы была депортация освобождённых рабов в колонизируемые части Африки.

### Пол Каффи

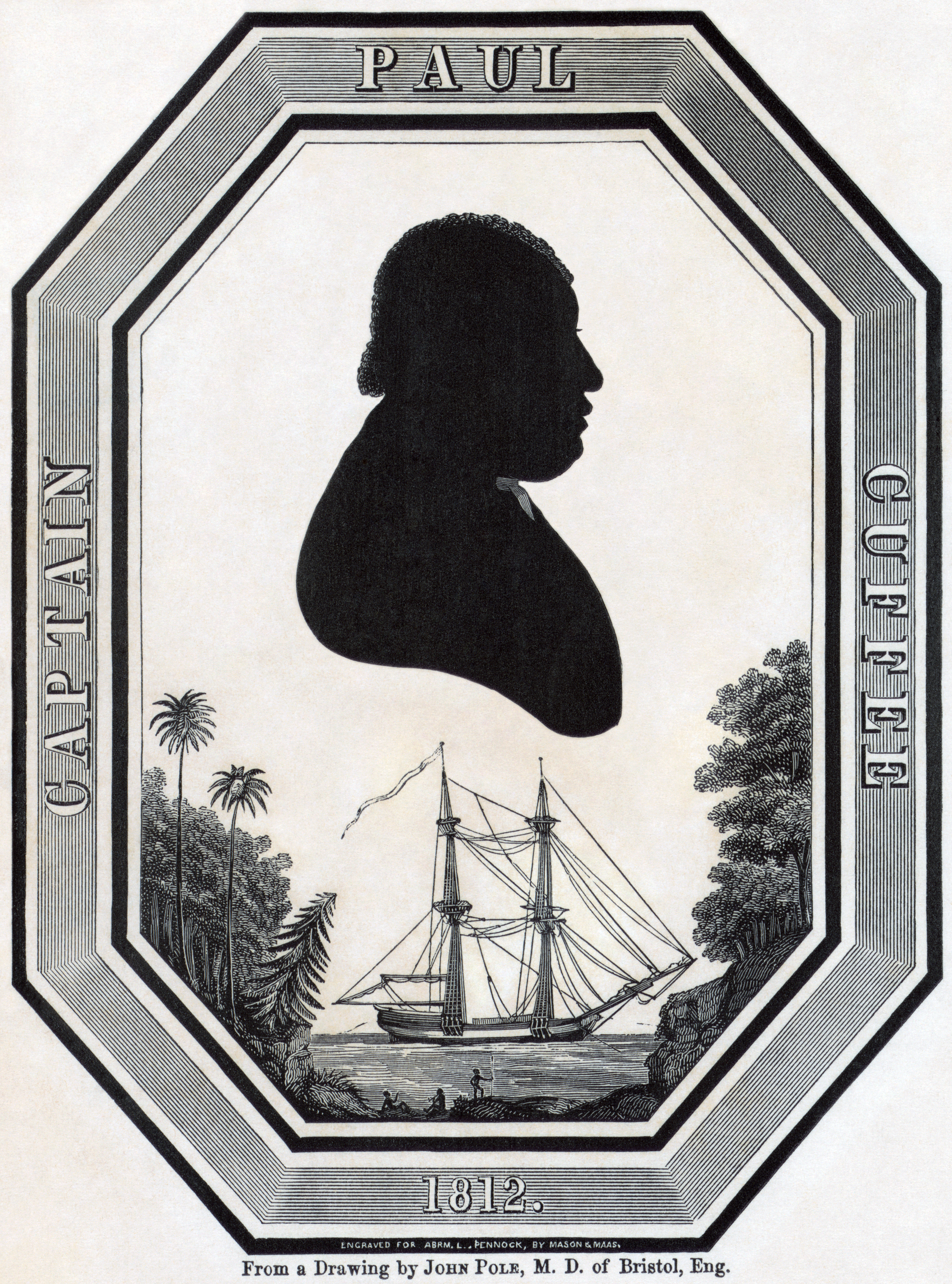
Пол Каффи в 1812 году.

Пол Каффи (1759—1817) был успешным судовладельцем, квакером смешанной расы, чей отец был африканцем из народа Ашанти, а мать — представительницей индейского народа Вампаноаги. Он выступал за переселение освобождённых американских рабов в Африку и получил поддержку со стороны британского правительства, лидеров свободных чернокожих в Соединённых Штатах и членов Конгресса для перевозки эмигрантов в британскую колонию Сьерра-Леоне. Он имел в этом собственный экономический интерес, так как на обратном пути привозил из Африки ценные товары. В 1816 году капитан Каффи переправил 38 афроамериканцев во Фритаун; последующие плавания были прерваны его смертью в 1817 году. Своей широкой пропагандой колонизации и практическим примером Каффи заложил основу для Американского колонизационного общества.

## Создание
АКО было основано в 1816 году, когда Чарльз Фентон Мерсер, член Федералистской партии в Генеральной Ассамблее штата Виргиния, обнаружил записи дебатов в Ассамблее по вопросу чёрной колонизации после восстания рабов под предводительством Габриэля Проссера. Мерсер добивается поддержи этой идеи со стороны властей штата и одного из своих знакомых политиков в Вашингтоне Джона Колдуэлла, который связывается со своим родственником преподобным Робертом Финли, пресвитерианским министром, который одобрил план.
Общество было официально основано 21 декабря 1816 года в Вашингтоне в гостинице «Davis Hotel». Основателями считались Джон Рэндолф, Генри Клей и Ричард Блэнд Ли. Мерсер не смог поехать в Вашингтон на встречу. Хотя эксцентричный Рэндолф считал, что удаление свободных чернокожих «существенно обезопасит» институт рабовладения, подавляющее большинство было филантропами, священниками и аболиционистами, которые хотели освободить рабов и их потомков и предоставить им возможность вернуться в Африку. Несколько членов были рабовладельцами; общество никогда не пользовалось большой поддержкой среди плантаторов Нижнего Юга США. Этот регион развивался быстрыми темпами в XIX веке за счет использования рабского труда, и первоначально в нём было мало свободных чернокожих, которые проживали в основном в северной части южных штатов.

## Мотивы
Мотивы колонизации были различными. Свободные чернокожие, вольноотпущенники и их потомки подвергались серьёзной дискриминации в Соединённых Штатах в начале XIX века. Они обычно воспринимались как обуза для общества и угроза белым рабочим, так как они снижали заработную плату. Некоторые аболиционисты считали, что чернокожие не могут достичь равноправия в США, и они будут иметь более широкие возможности в Африке. Многие рабовладельцы были обеспокоены тем, что присутствие свободных негров способствует восстаниям рабов.
Несмотря на приверженность аболиционизму, члены Общества были открытыми расистами и часто утверждали, что свободные чернокожие не смогут ассимилироваться в белом обществе Соединённых Штатов. Джон Рэндолф, известный рабовладелец, называл свободных негров «проводниками бед». К этому времени около 2 миллионов афроамериканцев проживали в США, из которых порядка 200 000 были свободными с законодательно ограниченными правами. Генри Клей, конгрессмен из Кентукки, придерживавшийся мнения, что рабство негативно воздействует на экономику южных штатов, считал переселение чернокожих предпочтительнее их эмансипации и был убеждён в том, что «из-за непреодолимой ущербности, происходящей от их цвета, они никогда не смогут объединиться со свободными белыми этой страны», и, следовательно, им будет лучше эмигрировать в Африку.
Роберт Финли на первом заседании Общества высказал своё мнение, что первая колония должна быть основана в Африке. Он предложил колонизировать «(с их согласия) свободных цветных людей, проживающих в нашей стране, в Африке или в другое место, которое Конгресс сочтёт целесообразным». Организация открыла свои подразделения по всей территории Соединённых Штатов. Она сыграла важную роль в создании колонии в Либерии.

### Сбор средств
В течение следующих трёх лет Общество собирало деньги на продаже членства. Члены общества непрерывно добивались поддержки со стороны Конгресса и президента. В 1819 году они получили 100 000 $ от Конгресса, и в январе 1820 года первый корабль Элизабет отплыл из Нью-Йорка в Западную Африку с 3 белыми представителями АКО и 88 эмигрантами на борту.
АКО выкупало свободу американских рабов и оплачивало их переезд в Либерию. Эмиграция также предлагалась уже освободившимся афроамериканцам. На протяжении многих лет АКО пыталось убедить Конгресс США выделить средства на отправку колонистов в Либерию. Хотя этой кампанией руководил Генри Клей, она провалилась. Общество, однако, достигло успеха в своих обращениях к законодательным органам отдельных штатов. В 1850 году Виргиния выделяла 30 000 $ ежегодно в течение пяти лет на поддержку эмиграции. В 1850-х годах общество также получило несколько тысяч долларов от законодательных собраний штатов Нью-Джерси, Пенсильвания, Миссури и Мэриленд.